# 奧努特
48°34′2″N 26°3′0″E / 48.56722°N 26.05000°E

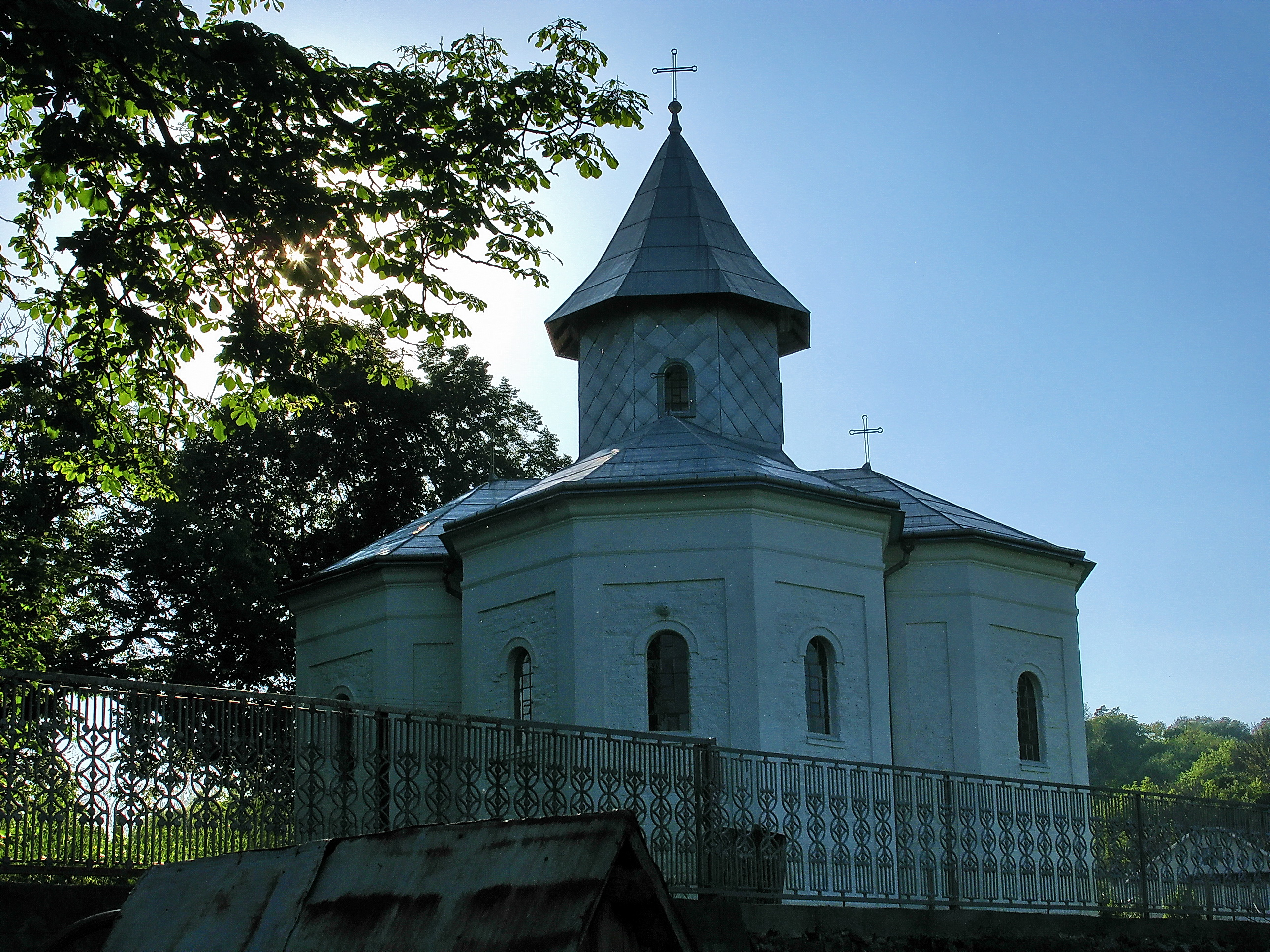
教堂

奧努特（烏克蘭語：Онут）是位於烏克蘭西南部的村莊，由切爾諾夫策州切爾諾夫策區的維克諾市鎮負責管轄。該村處於德涅斯特河南岸，始建於1213年，海拔高度139米，2001年人口624。